# 76-мм корабельна гармата Mark 3"/23
76-мм корабельна гармата Mark 3"/23 (англ. 3"/23 caliber gun) — американська корабельна гармата часів Першої та Другої світових війн. Артилерійська система 3"/23 caliber gun надійшла на озброєння американського флоту у 1913 році та використовувалася як основна зенітна гармата на ескадрених міноносцях, підводних човнах та ескортних кораблях, що перебували на озброєнні ВМС США на початку XX століття. Після Першої світової війни гармата використовувалася як зенітне озброєння на кораблях різних типів аж до середини XX століття.

## Кораблі, озброєні 76-мм корабельною гарматою Mark 3"/23
| - Підводні човни типу «AA-1» - L (тип підводних човнів США) - M-1 (тип підводного човна США) - O (тип підводних човнів США) - Ескадрені міноносці типу «Айлвін» | - Ескадрені міноносці типу «Колдвелл» - Ескадрені міноносці типу «Клемсон» - Ескадрені міноносці типу «Вікс» - Патрульні кораблі типу «Ектів» - Лінійні кораблі типу «Колорадо» | - Лінійні кораблі типу «Флорида» - Канонерські човни типу «Дюбюк» - Плавучі бази есмінців типу «Клондайк» - Мисливці за підводними човнами типу SC-1 - Мисливці за підводними човнами типу SC-497 |

## Зброя схожа за ТТХ та часом застосування
- 76-мм корабельна гармата Škoda 7 cm K10
- 76-мм корабельна гармата QF 12-pounder 12 cwt
- 76-мм корабельна гармата da 76/45 S 1911
- 76-мм гармата 76/40 Model 1916
- 76-мм зенітна гармата зразка 1914/15 років
- 76-мм зенітна гармата FlaK L/30
- 77-мм легка зенітна гармата M1914
- 76-мм корабельна гармата 3"/50
- 75-мм корабельна гармата de 75 mm modèle 1908
- 65-мм корабельна гармата de 65 mm Modèle 1891
- 76-мм зенітна гармата Tahun Ke-3